# Calisoga
Genre
Synonymes
- Hesperopholis Chamberlin & Ivie, 1939

Calisoga est un genre d'araignées mygalomorphes de la famille des Nemesiidae.

## Distribution
Les espèces de ce genre sont endémiques de Californie aux États-Unis,.

## Liste des espèces
Selon World Spider Catalog (version 21.0, 12/07/2020) :
- Calisoga anomala (Schenkel, 1950)
- Calisoga centronetha (Chamberlin & Ivie, 1939)
- Calisoga longitarsis (Simon, 1891)
- Calisoga sacra Chamberlin, 1937
- Calisoga theveneti (Simon, 1891)

## Publication originale
- Chamberlin, 1937 : On two genera of Trap-door Spiders from California. Bulletin of the University of Utah Biological Series, vol. 3, no 7, p. 1-11 (texte intégral).